# Gon Curiel
Gonzalo Curiel Castelazo (Ciudad de México, 27 de abril de 1980), más conocido como Gon Curiel, es un comediante, escritor y conductor mexicano de stand up. 
Es conocido por su carrera en Stand Up Comedy, apareciendo en todas las temporadas del programa STANDparados con Adal Ramones y en los especiales del canal Comedy Central (Latinoamérica), así como por su podcast: El desprecio de la historia y recientemente por su GonlyFans.

## Biografía
Nació en la Ciudad de México el 27 de abril de 1980. Estudió la licenciatura en Sistemas Computacionales en la Universidad Iberoamericana, pero en 2012 dejó su vida de oficinista para dedicarse a hacer reír a la gente. 
Una de las primeras ocasiones que se comenzó a escuchar el nombre de Gon Curiel fue cuando ganó el primer Festival de Stand Up Comedy de Café 22, una plataforma que le dio la oportunidad de llegar a lugares donde él nunca se hubiera imaginado. Su tipo de comedia es sobre la base de experiencias propias y vivencias de su vida cotidiana, haciendo un show interactivo y haciendo al público participe de su espectáculo.
Logró tener una gran popularidad gracias a su participación en Stand Up Comedy, apareciendo en todas las temporadas del programa STANDparados colaborando con uno de los más famosos del mismo ambiente Adal Ramones y gracias a su gran desempeño ha tenido varias intervenciones en Comedy Central.

## Trayectoria
En 2014, la plataforma de televisión en streaming Netflix le dio la oportunidad de ser uno de los primeros comediantes de Stand Up de habla hispana en tener su propio especial.
En 2014 tuvo la oportunidad de conducir el noticiario satírico Ya Ni Llorar Es Bueno transmitido por el canal Cadenatres.
En 2016 participó en el programa Esta Noche con Arath conducido por Arath de la Torre, transmitido por Las Estrellas en Televisa 
En 2016 decidió emprender su propio programa de variedades un show que llamó "NotiCreas" en su canal de YouTube.
Para este momento Gon Curiel ya era considerado en México como uno de los principales comediantes Stand Up más destacados dentro de la farándula del país, trabajando además como escritor creativo para la televisión, creando e ideando sketches y rutinas cómicas para programas de Televisa como Parodiando, Pequeños Gigantes y Estrellados, entre muchos otros los cuales avalan la gran calidad y trayectoria de este experto en la comedia del Stand Up.
“Ríete de tus miedos” es una conferencia que decidió hacer en varias universidades y foros a lo largo de la Ciudad de México donde explica que si ellos rompen con esos paradigmas que la sociedad o familiares les imponen al ser de una forma o estudiar algo con lo que no están a gusto, no lo hagan. 
En 2019 participó junto a Omar Chaparro en colaboración con Netflix la película “Como caído del cielo”. 
Gon Curiel continuó con sus presentaciones en vivo, del cual destacó el evento llamado “Riendo por la vida” donde junto a Mike Salazar, José Luis Zagar, Alan Saldaña se presentarían en la Arena Monterrey.
En marzo del 2020 llegó un gran proyecto, el programa DL & Compañía de Mara Escalante en su papel emblemático de Doña Lucha en el que da empleos "normales" a comediantes y famosos con el fin de ver como se desenvuelve en ambientes que no son los suyos. Gon Curiel fue albañil  "ves el valor de las cosas, la gente se la rompe todo el día; además al público le gusta ver sufrir a la gente de la televisión", bromeó. “Todo lo que van a ver es verdad porque vamos a trabajos y nos enseñan oficios que, por lo regular, damos por sentados en nuestra vida diaria, entonces Doña Lucha nos va a acomodar para ver cuál es el mejor”, comentó Gon Curiel.
En el programa de Doña Lucha y Compañía participaron 10 de las personalidades del espectáculo y la comedia más importante en México como Bárbara Torres, Dalílah Polanco, Marcela Lecuona, Edson Zúñiga "El Norteño", Hugo Alcántara "El Indio Brayan", Gon Curiel, entre otros. 
En 2021, decide abrir un OnlyFans, al cual lo llama "GonlyFans" ya que debido al boom que tuvo esta plataforma, se unió a probar. 
Actualmente cuenta con una rutina llamada "¡Mamá, Ya Tengo OnlyFans!", la cual ha tenido mucho éxito en los foros de la Ciudad de México, como el Foro Shakespeare y W139.